# Стојан Ценић
Стојан Ценић (Великa Грабовницa, 15. октобар 1950) српски је педагог. Познат је и као декан Педагошког факултета у Врању. Тренутно ради на Педагошком факултету у Врању као редовни професор на катедри за педагогију и психологију.

## Биографија
Завршио је Филозофски факултет у Скопљу, на групи за педагогију. Магистрирао је (1985) и докторирао (1993) у области педагошких наука.
Радио је као педагог Основне школе у Грделици (1976-1986) и као професор Више педагошке школе у Гњилану (1987-1993), а од 1993. године професор је Педагошког факултета у Врању. Био је руководилац последипломских и докторских студија. Функцију декана обављао је у периоду од 2000. до 2006. године и у периоду од 2012. до 2015. године.

## Објављена дела
Аутор је више научних и стручних радова и учесник на научним скуповима од међународног значаја.

### Монографије и поглавља у монографијама
- Образовање одраслих на југу Србије 1878—1941, Књижара "Свети Сава", Гњилане, 1997.
- Основна школа у Грделици 1878-1998, Основна школа "Д. Максимовић", Грделица, 1998.
- Праћење и оцењивање рада, успеха и развоја ученика основне школе, Учитељски факултет у Врању, Врање, 2000.
- Васпитање у античкој и феудалној епохи, Учитељски факултет у Врању, Врање, 2001.
- Реформа Учитељског факултета, потребно и могуће, Учитељски факултет у Врању, Врање, 2002. године - у коауторству.
- Савремени токови у образовању наставника и васпитача у основном и предшколском васпитању и образовању или Трансформација учитељског у педагошки факултет, Учитељски факултет у Врању, Врање, 2003. године - у коауторству.
- Модел педагошког факултета, Учитељски факултет у Врању, Врање, 2003. године - у коауторству.
- Васпитање кроз историјске епохе, Учитељски факултет у Врању, Врање, 2002. године - у коауторству (оба издања 2005).
- Креативна настава во природа, Сојуз за грижи и воспитување на децата на Македонија, Скопје, 2006. - у коауторству.
- Васпитање кроз историјске епохе I и II књига, Учитељски факултет у Врању, Врање, 2012. - у коауторству.

### Књиге и уџбеници
- Општа педагогија, Учитељски факултет у Врању, Врање, 1999.
- Увод у педагогију, Учитељски факултет у Врању, Врање, 2003. - у коауторству (друго издање 2009).